# Viktorie Bádenská
Viktorie Bádenská, Sophia Maria Victoria (7. srpna 1862, Karlsruhe – 4. dubna 1930, Řím) byla rodem bádenská princezna a sňatkem švédská královna.

## Biografie

### Původ, mládí
Viktorie se narodila jako jediná dcera ze tří dětí Fridricha I., velkovévody bádenského v letech 1856–1907, a jeho manželky, pruské princezny Luisy Marie, dcery pruského krále a německého císaře Viléma I. Z otcovy strany byla pravnučkou švédského krále Gustava IV. Adolfa, pocházela tedy z tehdy již bývalé švédské královské dynastie Vasa, jež byla na švédském trůně vystřídána dynastií Bernadotte, z níž pocházel její manžel a jež ve Švédsku kraluje dodnes.

### Manželství a potomci
20. září roku 1881 se Viktorie provdala za švédského korunního prince, pozdějšího švédského krále Gustava V. 8. prosince roku 1907 se po smrti svého tchána Oskara II. stala švédskou královnou. Spolu s manželem byla korunována ve stockholmské katedrále, v kostele sv. Mikuláše ve Stockholmu-Storykanu.
Sňatek byl dojednán rodiči obou snoubenců a manželství nebylo zcela šťastné; vztahy mezi manželi se zlepšily ke konci Viktoriina života.
Přesto Viktorie měla velký vliv na svého manžela a jeho proněmecké sympatie. Jako jedna z prvních švédských královen dostala právo k nošení královského Řádu Serafínů.
Z jejich manželství se narodili tři synové:
- 1. Gustav VI. Adolf (11. 11. 1882 Stockholm – 15. 9. 1973 Helsingborg), švédský král od roku 1950 až do své smrti
  - I. ⚭ 1905 Markéta z Connaughtu (15. 1. 1882 Bagshot – 1. 5. 1920 Stockholm)
  - II. ⚭ 1923 Luisa Mountbattenová (13. 7. 1889 Seeheim-Jugenheim – 7. 3. 1965 Stockholm)
- 2. Vilém Švédský (17. 6. 1884 Trosa – 5. 6. 1965 Flen), vévoda ze Södermanlandu

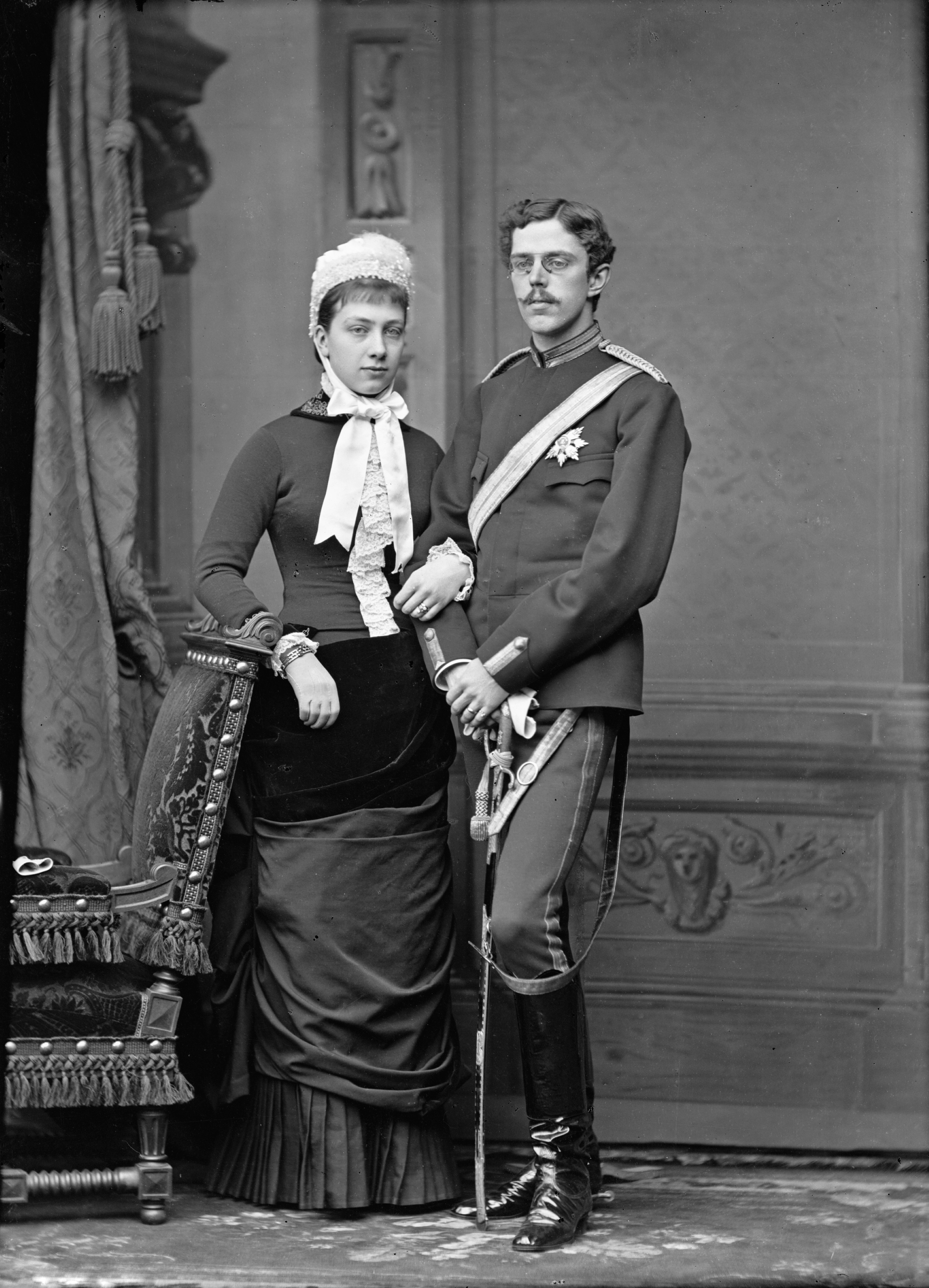
Korunní princezna Viktorie a korunní princ Gustav (c.1882)

  - Korunní princezna Viktorie a korunní princ Gustav (c.1882)⚭ 1908 velkokněžna Marie Pavlovna Ruská (18. 4. 1890 Petrohrad – 13. 12. 1958 Mainau), rozvedli se roku 1914
- 3. Erik Švédský (20. 4. 1889 Stockholm – 20. 9. 1918), vévoda z Västmanlandu, svobodný a bezdětný, zemřel na španělskou chřipku

Viktorie byla hrdá na svůj německý původ a pruské vzdělání a výchovu; měla silnou povahu a temperament, z čehož zřejmě pramenily jisté tenze mezi novou princeznou a švédskou královskou rodinou. V situaci, kdy švédská monarchie ztratila politickou moc a Viktoriin švagr se vzdal svých dynastických práv pro svůj sňatek s ženou plebejského původu, byla Viktorie mínění, že královská hodnost je dána od Boha a žádná světská moc ji nemůže odebrat ani se jí vzdát.
Královna Viktorie nebyla příliš populární u většiny Švédů pro svou nezakrytě přátelskou politiku vůči Německu, především za první světové války. Měla údajně vyvíjet silný tlak na svého manžela v zahraniční politice a podporovat eventuální vojenskou alianci mezi Švédskem a Německem. Cestovala do své rodné země i v době války, což bylo kritizováno švédským tiskem, který argumentoval, že královna cítí více německy než švédsky. Po revoluci v roce 1918 Viktorie Německo opustila.

### Umělecké sklony
Viktorie měla značné umělecké nadání, a to jak ve výtvarném umění (kresba, fotografie), tak v hudbě (hrála perfektně na klavír – interpretovala např. celý Wagnerův Prsten Nibelungův, aniž by potřebovala nahlédnout do not). Za svých cest do Egypta a Itálie vytvořila velké množství kreseb a fotografií; její práce jsou velmi kvalitní, ve fotografii experimentovala se všemi tehdy dostupnými technikami.

### Nepevné zdraví a jeho důsledky
Viktorie byla nepevného zdraví; trpěla bronchitidou, které chladné podnebí v její nové vlasti neprospívalo a ona kvůli zlepšení svého zdravotního stavu často jezdila na dlouhé cesty do Itálie. To jí ovšem bránilo v plnění jejích oficiálních povinností. Na druhé straně značnou část svých aktivit věnovala dobročinnosti, a to ve všech zemích, kde pobývala – ve Švédsku, Itálii i Německu.
Její těhotenství byla rovněž riziková, a i v jejich průběhu byla nucena užívat škodlivé léky, jako např. rtuťové preparáty. Zdravotní problémy, jimiž trpěl po celý život její nejmladší syn, princ Erik, byly zřejmě důsledkem léků, jež jeho matka užívala během těhotenství; Erik zemřel poměrně mlád na španělskou chřipku v roce 1918.
Kromě Itálie, především Říma, kde měla svůj druhý domov, žila Viktorie často v Baden-Badenu a na ostrově Mainau v Bodamském jezeře. Koncem 20. let se její zdraví velmi zhoršilo a musela setrvale pobývat v Itálii. Naposledy byla ve Švédsku u příležitosti sedmdesátin svého manžela v roce 1928. Zemřela dva roky poté, ve věku 67 let, 4. dubna roku 1930 ve svém druhém domově nazvaném Villa Svezia (Vila Švédsko).

## Vývod z předků
|                   |                                          |  |                    |                                              |  |  |  |  |  |  |  | Fridrich Bádensko-Durlašský |
|                   |                                          |  |                    |                                              |  |  |  |  |  |  |  |                             |
|                   | Karel Fridrich Bádenský                  |  |                    |                                              |  |  |  |  |  |  |  |                             |
|                   |                                          |  |                    |                                              |  |  |  |  |  |  |  |                             |
|                   |                                          |  |                    | Amálie Nasavsko-Dietzská                     |  |  |  |  |  |  |  |                             |
|                   |                                          |  |                    |                                              |  |  |  |  |  |  |  |                             |
|                   | Leopold I. Bádenský                      |  |                    |                                              |  |  |  |  |  |  |  |                             |
|                   |                                          |  |                    |                                              |  |  |  |  |  |  |  |                             |
|                   |                                          |  |                    | Ludwig Heinrich Philipp Geyer von Geyersberg |  |  |  |  |  |  |  |                             |
|                   |                                          |  |                    |                                              |  |  |  |  |  |  |  |                             |
|                   | Luisa Karolína z Hochbergu               |  |                    |                                              |  |  |  |  |  |  |  |                             |
|                   |                                          |  |                    |                                              |  |  |  |  |  |  |  |                             |
|                   |                                          |  |                    | Maximiliana Christina von Sponeck            |  |  |  |  |  |  |  |                             |
|                   |                                          |  |                    |                                              |  |  |  |  |  |  |  |                             |
|                   | Fridrich I. Bádenský                     |  |                    |                                              |  |  |  |  |  |  |  |                             |
|                   |                                          |  |                    |                                              |  |  |  |  |  |  |  |                             |
|                   |                                          |  |                    | Gustav III. Švédský                          |  |  |  |  |  |  |  |                             |
|                   |                                          |  |                    |                                              |  |  |  |  |  |  |  |                             |
|                   | Gustav IV. Adolf                         |  |                    |                                              |  |  |  |  |  |  |  |                             |
|                   |                                          |  |                    |                                              |  |  |  |  |  |  |  |                             |
|                   |                                          |  |                    | Žofie Magdalena Dánská                       |  |  |  |  |  |  |  |                             |
|                   |                                          |  |                    |                                              |  |  |  |  |  |  |  |                             |
|                   | Žofie Vilemína Švédská                   |  |                    |                                              |  |  |  |  |  |  |  |                             |
|                   |                                          |  |                    |                                              |  |  |  |  |  |  |  |                             |
|                   |                                          |  |                    | Karel Ludvík Bádenský                        |  |  |  |  |  |  |  |                             |
|                   |                                          |  |                    |                                              |  |  |  |  |  |  |  |                             |
|                   | Frederika Dorotea Bádenská               |  |                    |                                              |  |  |  |  |  |  |  |                             |
|                   |                                          |  |                    |                                              |  |  |  |  |  |  |  |                             |
|                   |                                          |  |                    | Amálie Hesensko-Darmstadtská                 |  |  |  |  |  |  |  |                             |
|                   |                                          |  |                    |                                              |  |  |  |  |  |  |  |                             |
| Viktorie Bádenská |                                          |  |                    |                                              |  |  |  |  |  |  |  |                             |
|                   |                                          |  |                    |                                              |  |  |  |  |  |  |  |                             |
|                   |                                          |  | Fridrich Vilém II. |                                              |  |  |  |  |  |  |  |                             |
|                   |                                          |  |                    |                                              |  |  |  |  |  |  |  |                             |
|                   | Fridrich Vilém III.                      |  |                    |                                              |  |  |  |  |  |  |  |                             |
|                   |                                          |  |                    |                                              |  |  |  |  |  |  |  |                             |
|                   |                                          |  |                    | Frederika Luisa Hesensko-Darmstadtská        |  |  |  |  |  |  |  |                             |
|                   |                                          |  |                    |                                              |  |  |  |  |  |  |  |                             |
|                   | Vilém I. Pruský                          |  |                    |                                              |  |  |  |  |  |  |  |                             |
|                   |                                          |  |                    |                                              |  |  |  |  |  |  |  |                             |
|                   |                                          |  |                    | Karel II. Meklenbursko-Střelický             |  |  |  |  |  |  |  |                             |
|                   |                                          |  |                    |                                              |  |  |  |  |  |  |  |                             |
|                   | Luisa Meklenbursko-Střelická             |  |                    |                                              |  |  |  |  |  |  |  |                             |
|                   |                                          |  |                    |                                              |  |  |  |  |  |  |  |                             |
|                   |                                          |  |                    | Frederika Hesensko-Darmstadtská              |  |  |  |  |  |  |  |                             |
|                   |                                          |  |                    |                                              |  |  |  |  |  |  |  |                             |
|                   | Luisa Pruská                             |  |                    |                                              |  |  |  |  |  |  |  |                             |
|                   |                                          |  |                    |                                              |  |  |  |  |  |  |  |                             |
|                   |                                          |  |                    | Karel August Sasko-Výmarsko-Eisenašský       |  |  |  |  |  |  |  |                             |
|                   |                                          |  |                    |                                              |  |  |  |  |  |  |  |                             |
|                   | Karel Fridrich Sasko-Výmarsko-Eisenašský |  |                    |                                              |  |  |  |  |  |  |  |                             |
|                   |                                          |  |                    |                                              |  |  |  |  |  |  |  |                             |
|                   |                                          |  |                    | Luisa Hesensko-Darmstadtská                  |  |  |  |  |  |  |  |                             |
|                   |                                          |  |                    |                                              |  |  |  |  |  |  |  |                             |
|                   | Augusta Sasko-Výmarská                   |  |                    |                                              |  |  |  |  |  |  |  |                             |
|                   |                                          |  |                    |                                              |  |  |  |  |  |  |  |                             |
|                   |                                          |  |                    | Pavel I. Ruský                               |  |  |  |  |  |  |  |                             |
|                   |                                          |  |                    |                                              |  |  |  |  |  |  |  |                             |
|                   | Marie Pavlovna Romanovová                |  |                    |                                              |  |  |  |  |  |  |  |                             |
|                   |                                          |  |                    |                                              |  |  |  |  |  |  |  |                             |
|                   |                                          |  |                    | Žofie Dorota Württemberská                   |  |  |  |  |  |  |  |                             |
|                   |                                          |  |                    |                                              |  |  |  |  |  |  |  |                             |